# Богомолов, Герасим Васильевич
Герасим Васильевич Богомо́лов (4 [17] марта 1905, Слизнево, Смоленская губерния — 8 апреля 1981, Москва) — советский учёный-гидрогеолог, государственный и общественный деятель, академик АН БССР.

## Биография
Родился 4 (17) марта 1905 года в деревне Слизнёво, Смоленской губернии, Российская империя.
В 1922 году окончил сельскохозяйственный техникум. Начал свою трудовую деятельность в Белоруссии, занимался вопросами водоснабжения Минска.
По путевке ЦК РКП(б) для беднейшего крестьянства в 1922—1929 годах учился в МГА. После окончания академии работал старшим геологом, начальником бюро подземных вод Института сооружений. Позже работал в Московском геологоразведочном институте и одновременно во ВНИИ инженерно-строительной гидравлики и гидрологии (1931—1935).
С 1935 года возглавил Научно-исследовательское бюро гидрогеологии и инженерной геологии, в 1939—1950 и 1953—1954 годах работал директором ВНИИ гидрогеологии и инженерной геологии.
В 1950—1953 годах — заместитель министра геологии СССР.
С 1954 года — заместитель академика-секретаря Отделения геологических и географических наук АН БССР.
С 1960 года — директор Института геологических наук АН БССР, с 1964 — заведующий лабораторией Института геохимии и геофизики АН БССР.
В 1960 году ему присвоено звание академика АН БССР. Основал и возглавил первый в СССР экологический совет.
Являлся также председателем Научного совета АН БССР по проблеме «Разработка научных основ по предотвращению засоления почв и водных источников отходами солигорских калийных предприятий» (1967—1981), председателем секции гидрологии Межведомственного геофизического комитета при Президиуме АН СССР, членом Бюро секции гидрологии Национального комитета геологов СССР, членом научного Комитета по водным исследованиям Международного совета научных союзов, вице-президентом Комиссии подземных вод Международной ассоциации гидрологических наук (МАГН), почётным президентом Международной ассоциации гидрологических наук (1979).

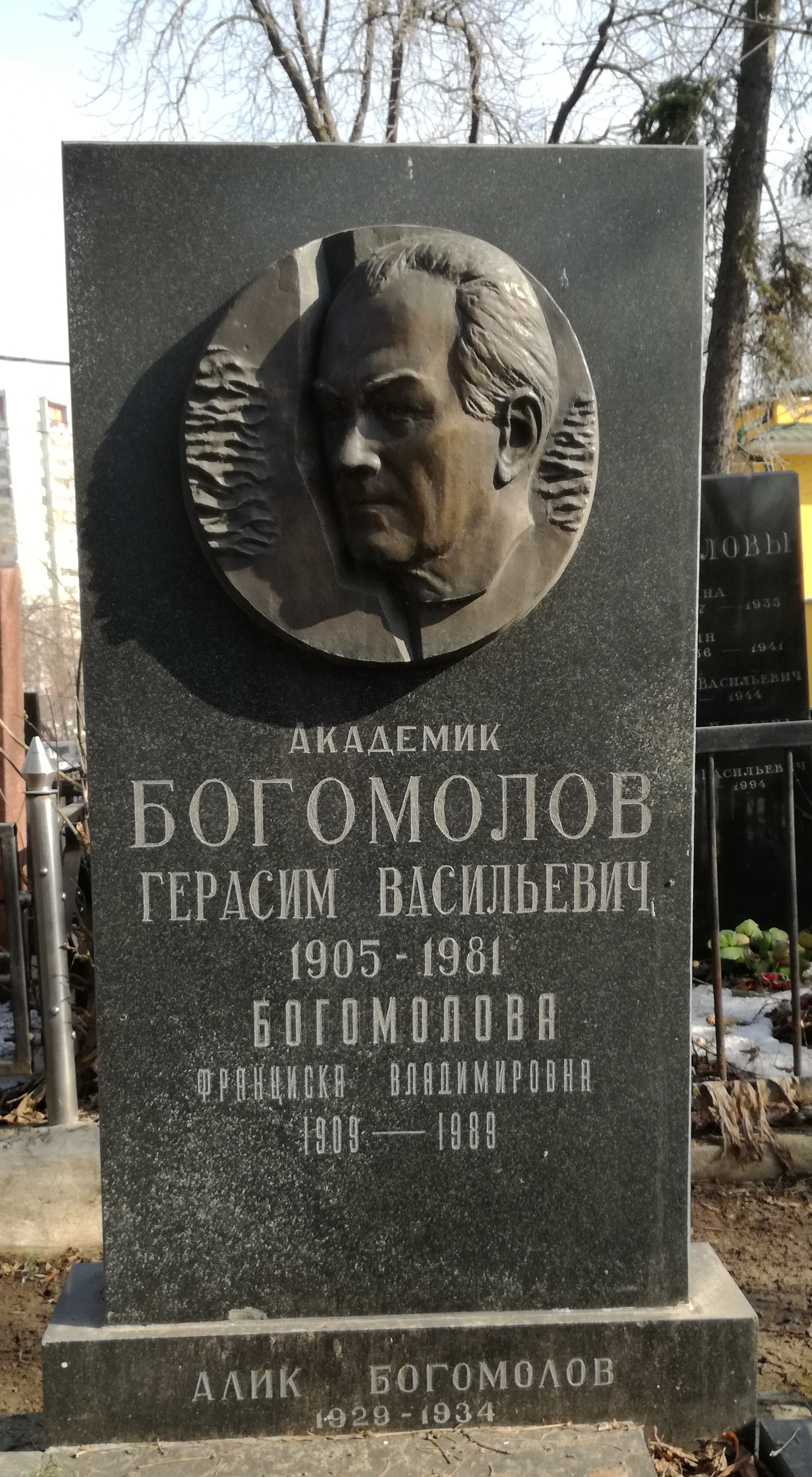
Могила Богомолова на

Скончался 8 апреля 1981 года в Москве, похоронен на Даниловском кладбище.

## Семья
- Жена — Врублевская Франциска Владимировна[3]
- Сын — Богомолов, Юрий Герасимович, председатель Российского союза гидрогеологов «Росгидрогео», член экспертного совета Подкомитета по водным ресурсам Государственной думы РФ

## Научная и педагогическая работа
Г. В. Богомолов — один из основателей геологической службы СССР. Вёл широкие исследования по гидрогеологии, занимался проблемами водоснабжения рек и городов, осушения Полесья. Составил геологическую и тектоническую карты Белоруссии, дал прогноз водных ресурсов, участвовал в открытии месторождений калийных и каменных солей и нефти на её территории. Автор работ по геологии, гидрогеологии, прикладной геологии, геотермии, полезным ископаемым. Участник разведки и открытия в Белоруссии Старобинского месторождения калийных солей и нефти.
Принимал участие в проектировании крупных гидротехнических сооружений — гидроэлектростанций, оросительных каналов, дренажных сетей и др.
Разработал и внедрил химический метод закрепления плывунов. Первооткрыватель минской минеральной воды.
Автор ряда учебников и 300 научных трудов (55 фундаментальных монографий) по геологии и подземным водам, геологических и тектонических карт БССР, в частности:
- «Основы гидрогеологии» (1951, 1955);
- «Гидрогеология с основами инженерной геологии» (для ВУЗов и техникумов, выдержал три издания в СССР, переведен на семь языков);
- «Специальная гидрогеология» (1955; в соавторстве);
- «Подземные воды центральной и западной части Русской платформы (палеозой)» (1962; в соавторстве).

В качестве главы советских правительственных и научных делегаций, выборного лица международных организаций, стипендиата ЮНЕСКО, эксперта ФАО (ООН) и автора научных докладов посетил страны Европы, Азии, Северной и Южной Америки, Северной Африки и Австралию; впервые дал прогноз залежей нефти в Индии, подземных вод в Северной Сахаре.
В течение ряда лет преподавал в Московском геолого-разведочном институте (МГРИ) и более 30 лет в Белорусском государственном университете (БГУ).
За эти годы подготовил 13 докторов и 33 кандидата наук.
Член-корреспондент геологических обществ Бельгии и Франции, консультант Продовольственной и сельскохозяйственной организации ООН (ФАО).

## Награды и премии
- Сталинская премия третьей степени (1947) — за разработку и внедрение в строительство способа искусственного закрепления водонасыщенных песчаных грунтов
- Сталинская премия второй степени (1952) — за открытие и разведку Старобинского месторождения калийных солей
- Государственная премия БССР (1972) — за открытие и разведку нефти в Белоруссии.
- Орден Красной Звезды (1944)
- Орден Трудового Красного Знамени (1947)
- Орден Октябрьской Революции (1975)
- Заслуженный деятель науки и техники БССР (1968)

## Память
- Именем Г. В. Богомолова названа одна из улиц в Солигорске Минской области в Белоруссии.
- В 2005 году Министерство связи и информатизации Республики Беларусь ввело в почтовое обращение марку «100 лет со дня рождения Г. В. Богомолова».